# テイラー・グレイ
テイラー・グレイ（Taylor Gray、1993年9月7日 - ）は、アメリカ合衆国の俳優である。

## 主な出演作

### テレビシリーズ
- NUMBERS 天才数学者の事件ファイル Numb3rs (2007)
- しあわせの処方箋 Hawthorne (2009)
- メンタリスト The Mentalist (2010)
- スター・ウォーズ 反乱者たち Star Wars Rebels (2014 - 2018) ※声の出演
- スター・ウォーズ/フォース・オブ・デスティニー Star Wars Forces of Destiny (2018) ※声の出演
- シーラとプリンセス戦士 She-Ra and the Princesses of Power (2019) ※声の出演